# Prêmio Guarani de Cinema Brasileiro 2004
O Prêmio Guarani de Cinema Brasileiro de 2004 é a nona edição do Prêmio Guarani, organizada pela Academia Guarani de Cinema. Os indicados passaram por uma criteriosa avaliação de críticos de cinema de todas as regiões do Brasil, que elegeram cinco finalistas que se destacaram no cinema durante o ano de 2003 nas 19 categorias da premiação.
O filme mais premiado da edição foi o longa O Homem que Copiava recebendo cinco Guaranis ao total.

## Vencedores e indicados
Os vencedores estão em negrito, de acordo com o site Papo de Cinema:
| Melhor Filme | Melhor Direção |
| --- | --- |
| - O Homem que Copiava – Nora Goulart e Luciana Tomasi - Amarelo Manga – Cláudio Assis e Paulo Sacramento - Durval Discos – Sara Silveira - Ônibus 174 – José Padilha e Marcos Prado - As Três Marias – Aluizio Abranches, Eva Mariani, Cesare Petrillo e Vieri Razzini             | - Jorge Furtado – O Homem que Copiava - Aluízio Abranches – As Três Marias - Anna Muylaert – Durval Discos - Cláudio Assis – Amarelo Manga - José Padilha – Ônibus 174 |
| Melhor Atriz | Melhor Ator |
| - Simone Spoladore – Desmundo como Oribela - Cláudia Abreu – O Caminho das Nuvens como Rose - Débora Falabella – 2 Perdidos Numa Noite Suja como Paco - Etty Fraser – Durval Discos como Carmita - Leandra Leal – O Homem que Copiava como Silvia                                  | - Lázaro Ramos – O Homem que Copiava como André - Ary França – Durval Discos como Durval - Matheus Nachtergaele – Amarelo Manga como Dunga - Murilo Benício – O Homem do Ano como Máiquel - Selton Mello – Lisbela e o Prisioneiro como Leléu Antônio da Anunciação               |
| Melhor Atriz Coadjuvante | Melhor Ator Coadjuvante |
| - Leona Cavalli – Amarelo Manga como Lígia - Luana Piovani – O Homem que Copiava como Marinês - Maria Luísa Mendonça – Carandiru como Dalva - Natália Lage – O Homem do Ano como Érica - Virgínia Cavendish – Lisbela e o Prisioneiro como Inaura                                  | - Chico Diaz – Amarelo Manga como Wellington - Fábio Assunção – Cristina Quer Casar como Paulo - Osmar Prado – Desmundo como Francisco de Albuquerque - Rodrigo Santoro – Carandiru como Lady Di - Wagner Moura – Deus É Brasileiro como Edvaltécio Barbosa da Anunciação "Taoca" |
| Melhor Roteiro Original | Melhor Roteiro Adaptado |
| - O Homem que Copiava – Jorge Furtado - Amarelo Manga – Hilton Lacerda - Apolônio Brasil: Campeão da Alegria – Mauro Wilson - Durval Discos – Anna Muylaert - As Três Marias – Heitor Dhalia e Wilson Freire                                                                       | - Desmundo – Alain Fresnot, Anna Muylaert e Sabina Anzuategui - 2 Perdidos Numa Noite Suja – Paulo Halm - O Homem do Ano – Rubem Fonseca - Lisbela e o Prisioneiro – Guel Arraes, Jorge Furtado e Pedro Cardoso - Separações – Domingos de Oliveira e Priscilla Rozenbaum         |
| Melhor Fotografia | Melhor Direção de Arte |
| - Amarelo Manga – Walter Carvalho - Acquaria – Lauro Escorel - Deus É Brasileiro – Affonso Beato - O Caminho das Nuvens – Gustavo Hadba - O Homem que Copiava – Alex Sernambi | - Carandiru – Vera Hamburger - Amarelo Manga – Renata Pinheiro - Durval Discos – Ana Mara Abreu - Lisbela e o Prisioneiro – Cláudio Amaral Peixoto - O Homem que Copiava – Fiapo Barth                                                                                            |
| Melhor Figurino | Melhor Maquiagem |
| - Lisbela e o Prisioneiro – Emilia Duncan - Acquaria – Fábio Namatame - Apolônio Brasil: Campeão da Alegria – Kika Lopes - Carandiru – Cris Camargo - Desmundo – Marjorie Gueller                                                                                                  | - Carandiru – Gabi Moraes e Anna Van Steen - Desmundo – Vavá Torres - O Martelo de Vulcano – Francisco Cristino - As Três Marias – Martin Macias Trujillo - Xuxa Abracadabra – Martin Macias Trujillo                                                                             |
| Melhor Edição | Melhor Efeito Visual |
| - O Homem que Copiava – Giba Assis Brasil - Amarelo Manga – Paulo Sacramento - Carandiru – Mauro Alice - Durval Discos – Vânia Debs - As Três Marias – Aluizio Abranches e Karen Harley                                                                                            | - Acquária – Marcelo Siqueira - Deus é Brasileiro – Rogério Marinho, Marcelo Siqueira e Sérgio Farjalla Jr - O Homem que Copiava – Robson Sartori, Marcelo Siqueira e Eduardo Sallas - O Martelo de Vulcano – Marcelo Siqueira - As Três Marias – Mauricio Couto Bevilaqua        |
| Melhor Som | Melhor Trilha Sonora |
| - Carandiru – Miriam Biderman, Eliza Paley e Romeu Quinto - Acquária – Luiz Adelmo, Beto Ferraz e Cauê Custódio - Deus É Brasileiro – Márcio Câmara, Tom Paul, Daniel Perlin e Andrew Bracken - Durval Discos – Miriam Biderman e Romeu Quinto - O Homem que Copiava – Luiz Adelmo | - Durval Discos – André Abujamra - Apolônio Brasil: Campeão da Alegria – David Tygel - Lisbela e o Prisioneiro – João Falcão e André Moraes - O Homem do Ano – Dado Villa-Lobos - O Homem que Copiava – Leon Henkin                                                               |
| Melhor Documentário | Revelação do Ano |
| - Ônibus 174 – José Padilha, Marcos Prado - À Margem da Imagem – Ugo Giorgetti - Nelson Freire – Maurício Andrade Ramos | - Wagner Moura – Deus É Brasileiro como Edvaltécio Barbosa da Anunciação "Taoca" - Ailton Graça – Carandiru como Majestade - Anna Muylaert – diretora de Durval Discos - Cláudio Assis – diretor de Amarelo Manga - Natália Lage – O Homem do Ano como Érica                      |
| Melhor Filme Estrangeiro | Júri Popular |
| - As Horas (Inglaterra) - Adeus, Lênin (Alemanha) - As Invasões Bárbaras (Canadá) - Irreversível (França) - Kamchatka (Argentina) | - Lisbela e o Prisioneiro – Paula Lavigne - Carandiru – Hector Babenco e Oscar Kramer - Deus É Brasileiro – Renata Almeida Magalhães - O Homem que Copiava – Nora Goulart e Luciana Tomasi - Os Normais: O Filme – Carlos Eduardo Rodrigues                                       |